# María Cecilia Alvarado
María Cecilia Alvarado Carrión, conocida también como Chechi Alvarado, es una abogada y política ecuatoriana que se desempeñó como viceprefecta de Cuenca

## Biografía
Es hermana menor de Rosana Alvarado quien fue vicepresidenta de la Asamblea Nacional por el partido Alianza País. Fue militante del partido Ruptura 25.
Fue parte del Concejo Cantonal de Cuenca como concejala.
Llegó a la viceprefectura del Azuay junto a Paúl Carrasco de la Alianza Participa-Ruptura-Igualdad en 2014. En 2018 se desafilió a dicho partido para posteriormente integrar el partido Izquierda Democrática, y lanzar su candidatura a Prefecta en las elecciones seccionales de 2019, en coalición con el partido Unidad Popular. No alcanzó la prefectura, pues apenas obtuvo un 19.41% de votación, resultado como ganador Yaku Pérez Guartambel.